# NGC 7310
NGC 7310 (również PGC 69202) – galaktyka spiralna z poprzeczką (SBbc), znajdująca się w gwiazdozbiorze Wodnika. Odkrył ją Francis Leavenworth 20 lipca 1885 roku.